# Elektrolit binarny
Elektrolit binarny (elektrolit symetryczny, elektrolit dwujonowy) – związek chemiczny o charakterze elektrolitu, który w wyniku dysocjacji generuje jeden kation i jeden anion:
AB ⇌ A+
 + B−

W elektrolitach tych anion i kation mają takie same ładunki elektryczne o przeciwnym znaku.
Tym samym jeden mol tej substancji dysocjuje na jeden mol kationów i jeden mol anionów, np.:
NaCl ⇌ Na+
 + Cl−

CuSO
4 ⇌ Cu2+
 + SO2−
4